# 鯖寿司
鯖寿司（さばずし）とは、サバを用いて作られる棒寿司の一種、または鯖のなれ寿司のことである。

## 概要

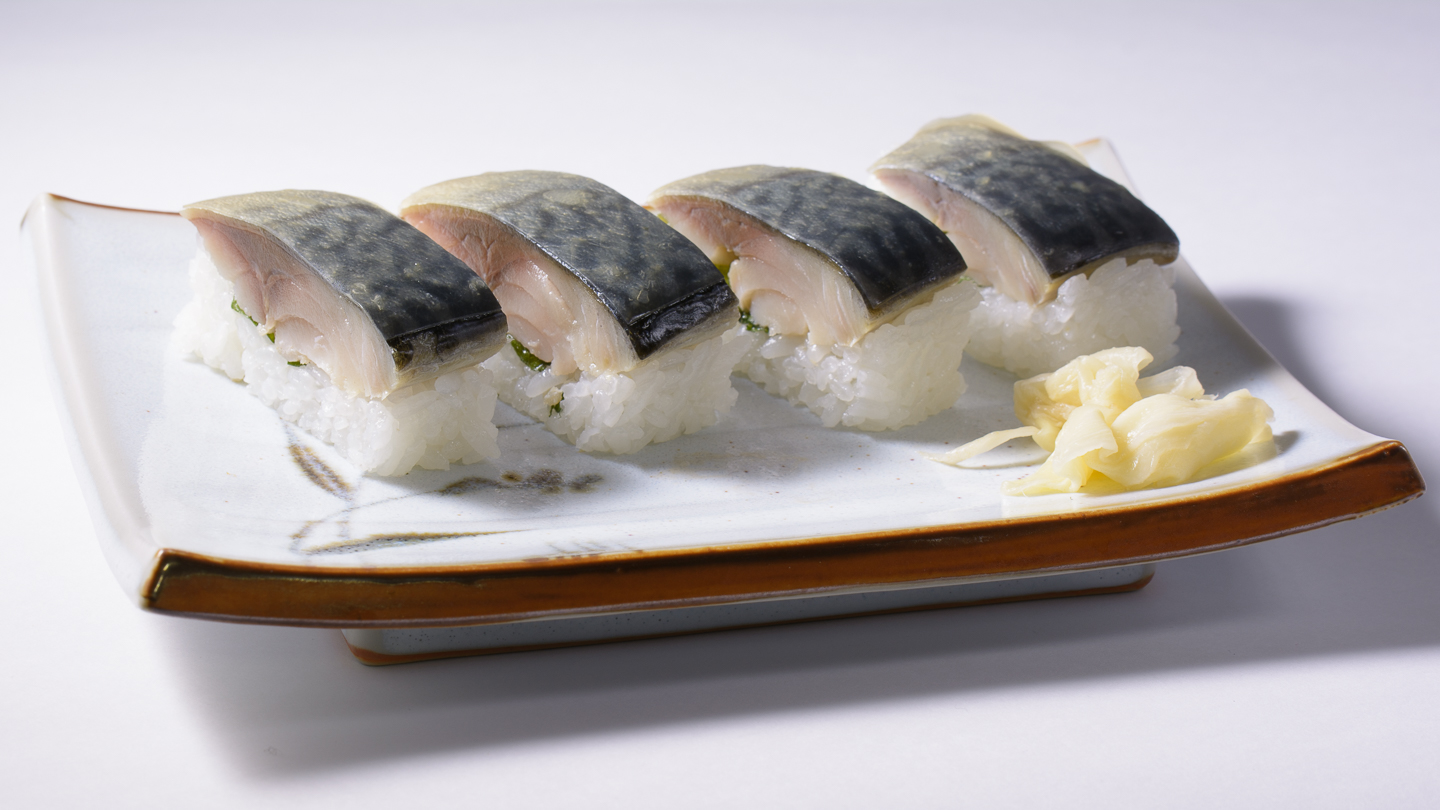
鯖寿司

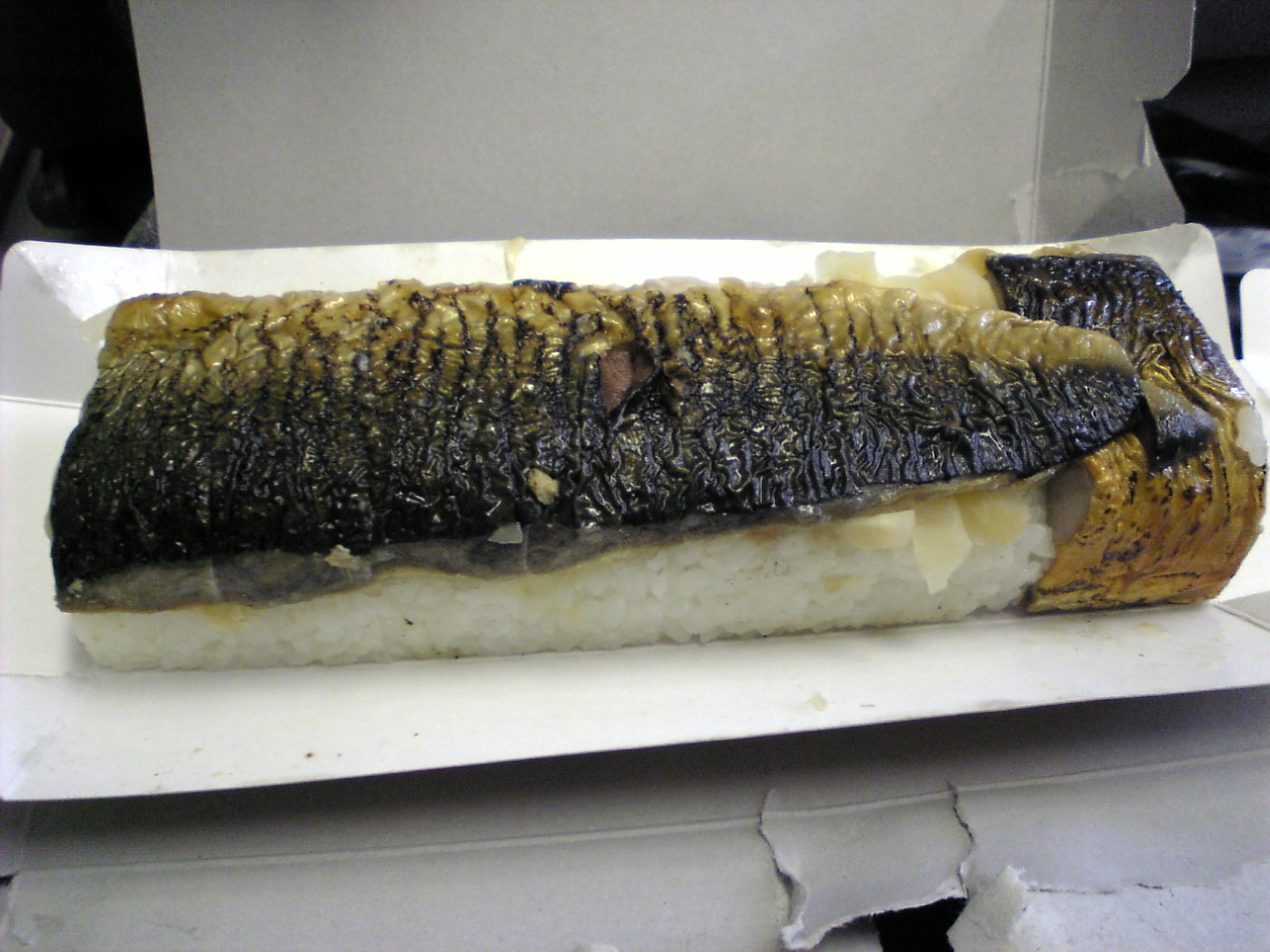
駅弁の焼き鯖寿司（JR北陸本線・小浜線 敦賀駅にて）

鯖寿司の食習慣は、九州地方から中国地方、四国地方、近畿地方、北陸地方に渡って広くみられる。山陰から山間部にかけて多いとされる。若狭（福井県）や山陰地方、岡山県新見市などの郷土料理としても有名。

鯖寿司の一種として押し寿司のバッテラやネタにへしこを使ったへしこ寿司や、焼いた鯖を寿司飯の上にのせた焼さば寿司もある。

## 京都の鯖寿司
鯖寿司は有名な京料理の一つでもあり、古来から京都の家庭では、祭りなどの「晴れ」の日に鯖寿司がつくられてきた。京都の庶民生活の中で祭りや四季の催し物で食されるご馳走である。海から遠い京都の町では、日本海側の福井県若狭地方で水揚げされた真鯖に一塩をしてから荷車で山を越えて運ばれていた。この運ばれて来た道を鯖街道と言う。鮮魚が豊富な現代でもこの食文化は継承されている。大阪のバッテラとは違う鯖寿司は庶民の家庭で作っていたがいづうやいづ重などの専門店もあった。塩鯖の鮮度、鯖の骨抜き、酢の甘さ加減、竹の皮に湿度を持たせて鮨を室温で保存する。いずれも冷蔵庫の無い時代の工夫であった。近年では輸送手段などの拡大により、保存が中心となった旧来の調理法ではなく焼さば寿司などをはじめ東北地方の八戸前沖鯖（通称：とろ鯖）などを使用した「とろ鯖棒寿司」なども定着してきている。

## 岡山の鯖寿司
岡山県北部にも鯖寿司が普及しており、1997年（平成9年）現在でも家庭で鯖寿司が作られることがある。
古来、岡山県北部は海産物の流通が発達していなかったため、山陰地方で獲れた鯖が保存の利く塩漬けにされ、出雲街道により中国山地を越えて1日で運ばれていた。塩漬け状態で運搬されたため、到着する頃には酵素により旨味が増し、塩加減もほどよくなっていたと考えられている。その鯖を利用して、いつからか各家庭にて棒寿司が作られるようになった。祭事や祝い事の時などにも作られ、ご馳走として振舞われた。その風貌から「金棒寿司」「鯖包み」などの通称がある。
鯖寿司の作り方は各家庭で大きく異なっている。低温輸送が可能になって以降は、塩鯖ではなく生鯖を使う家庭もある。また頭付きの姿寿司、3枚におろした鯖を用いた押し寿司、こけら寿司と呼ばれる握り寿司風の寿司など、その見た目もレシピによって異なる。
岡山県新見市では郷土料理として扱われており、現在では東京や大阪などの大型デパートでも新見名物として取り扱いがある。

## 広島の鯖寿司

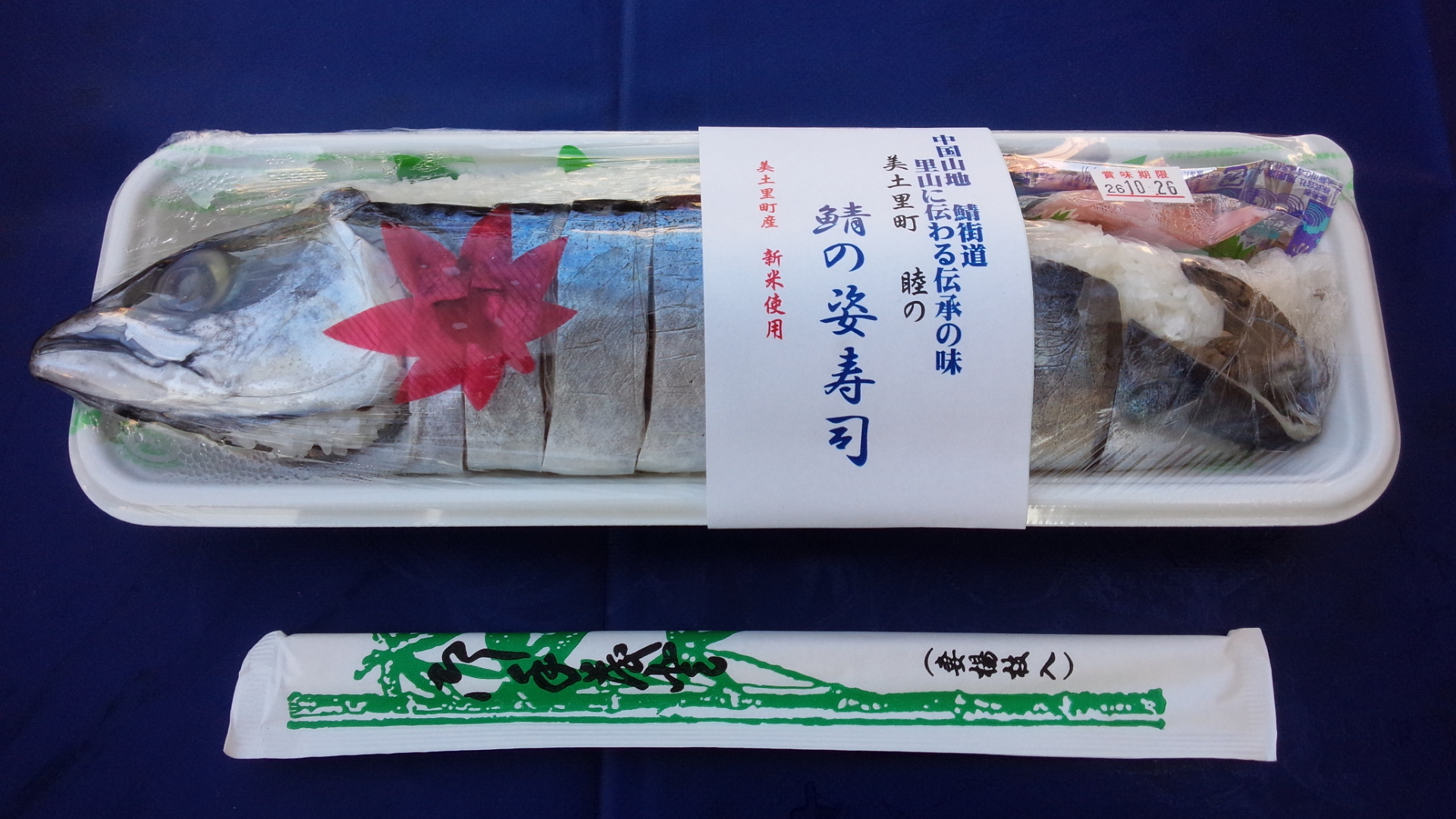
広島県安芸高田市「鯖の姿寿司」

上記、岡山と似た状況により、広島県の県北や、内陸の東広島市西条地域でも、根強い人気がある。「姿寿司」が多く、鯖自体を酢で締め、内臓を抜いた部分に酢飯を詰め込むパターンが散見される。
また、一部では、「姿寿司」ではないが、海苔巻きの代わりに広島菜漬で巻いたものも好まれ、広島そごう等の百貨店の「デパ地下」で売られることもある。

## 高知の鯖寿司
高知県では全域で、背開きにして酢締めしたサバに酢飯を詰めた寿司が食されている。